# Fremdes Wirtschaftsgebiet
Fremdes Wirtschaftsgebiet im Sinne des deutschen Außenwirtschaftsrechtes war gemäß § 4 Abs. 1 Nr. 2 Außenwirtschaftsgesetz (AWG) bis 2013 jedes Gebiet, außer dem Staatsgebiet der Bundesrepublik Deutschland und der österreichischen Gebiete von Jungholz und Mittelberg (diese sind nur von deutscher Seite aus ganzjährig erreichbar). Für die Verbringung von Elektrizität gilt Büsingen am Hochrhein ebenfalls als fremdes Wirtschaftsgebiet, da dieses traditionell von der Schweiz aus mit Elektrizität beliefert wird und nicht zum Zollgebiet der Gemeinschaft (gemäß dem Vertrag vom 23. November 1964 zwischen der Schweizerischen Eidgenossenschaft und der Bundesrepublik Deutschland über die Einbeziehung der Gemeinde Büsingen am Hochrhein in das schweizerische Zollgebiet) gehört.
Seit der Neufassung des Außenwirtschaftsgesetzes 2013 wird der Begriff nicht mehr verwendet.